# Creoleon cinnamomeus
Creoleon cinnamomeus is een insect uit de familie van de mierenleeuwen (Myrmeleontidae), die tot de orde netvleugeligen (Neuroptera) behoort. 
Creoleon cinnamomeus is voor het eerst wetenschappelijk beschreven door Navás in 1913.